# Spitalerstraße
Die Spitalerstraße in Hamburg ist eine der zentralen Einkaufsstraßen der Stadt. Sie verbindet den mittleren Teil der Mönckebergstraße und den Gerhart-Hauptmann-Platz auf Höhe des U-Bahnhof Mönckebergstraße mit den östlich gelegenen, ineinander übergehenden Straßen Glockengießerwall und Steintorwall gegenüber dem westlichen Eingang zur Wandelhalle des Hauptbahnhofs.
Nach Passantenzählungen in Einkaufsstraßen war die Spitalerstraße 2013 mit 9.215 Fußgängern in einer Stunde, nach der Mönckebergstraße, die zweitstärkst frequentierte Straße in Hamburg. Im bundesweiten Vergleich rangierte die Spitalerstraße im Jahr 2013 auf Platz 12 und lag im Jahr 2011 sogar mit 11.190 Fußgängern pro Stunde auf Platz 7 nur knapp hinter der Mönckebergstraße.
Außer den Blickachsen auf die Halle des Hauptbahnhofs im Osten und die am Rande der Achse stehende Petrikirche im Westen wird die Spitalerstraße wesentlich durch Geschäftsgebäude geprägt, die überwiegend seit etwa 1900 gebaut wurden, teilweise auch aus der Nachkriegszeit stammen. Mit den Gebäuden Barkhof, Seeburg und Semperhaus stehen drei der großen Kontorhäuser in der Spitalerstraße. Die Straße ist auf ganzer Länge als Fußgängerzone ausgebaut, wobei inzwischen typische Konzern-Filialisten das Bild beherrschen, während sich in den 1970er und 1980er Jahren auch Einzelhandelsgeschäfte dort fanden.

## Geschichte

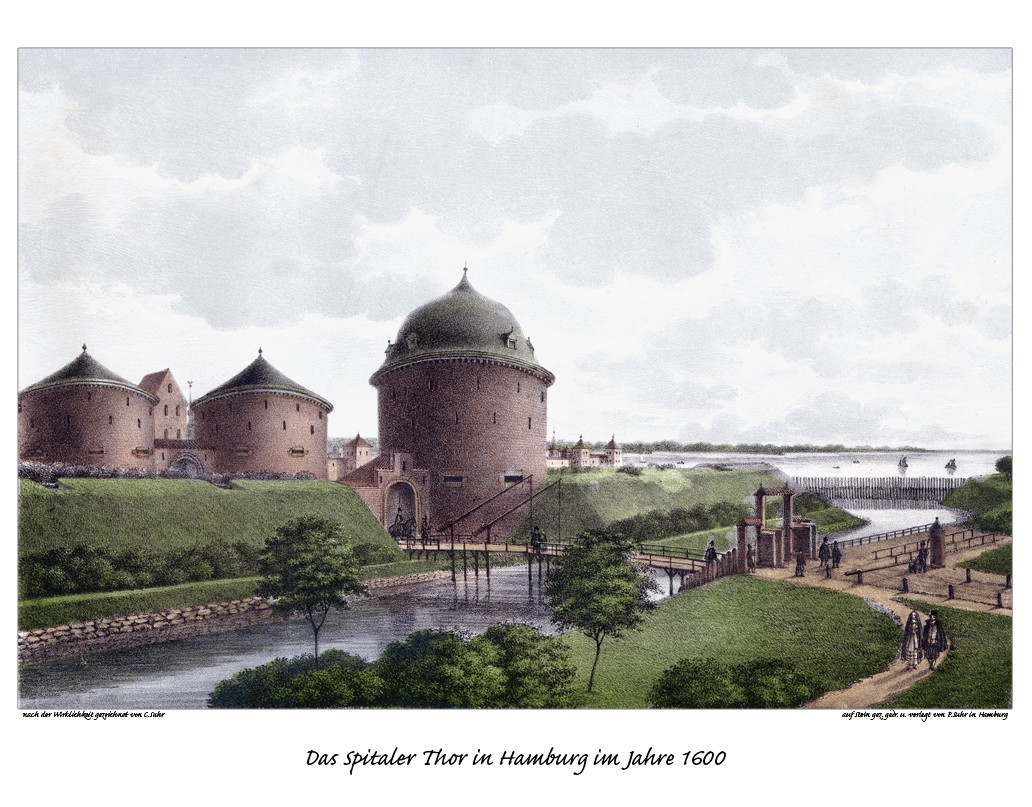
Spitaler Tor um 1600 am östlichen Ende der heutigen Spitalerstraße, im Hintergrund die Alster

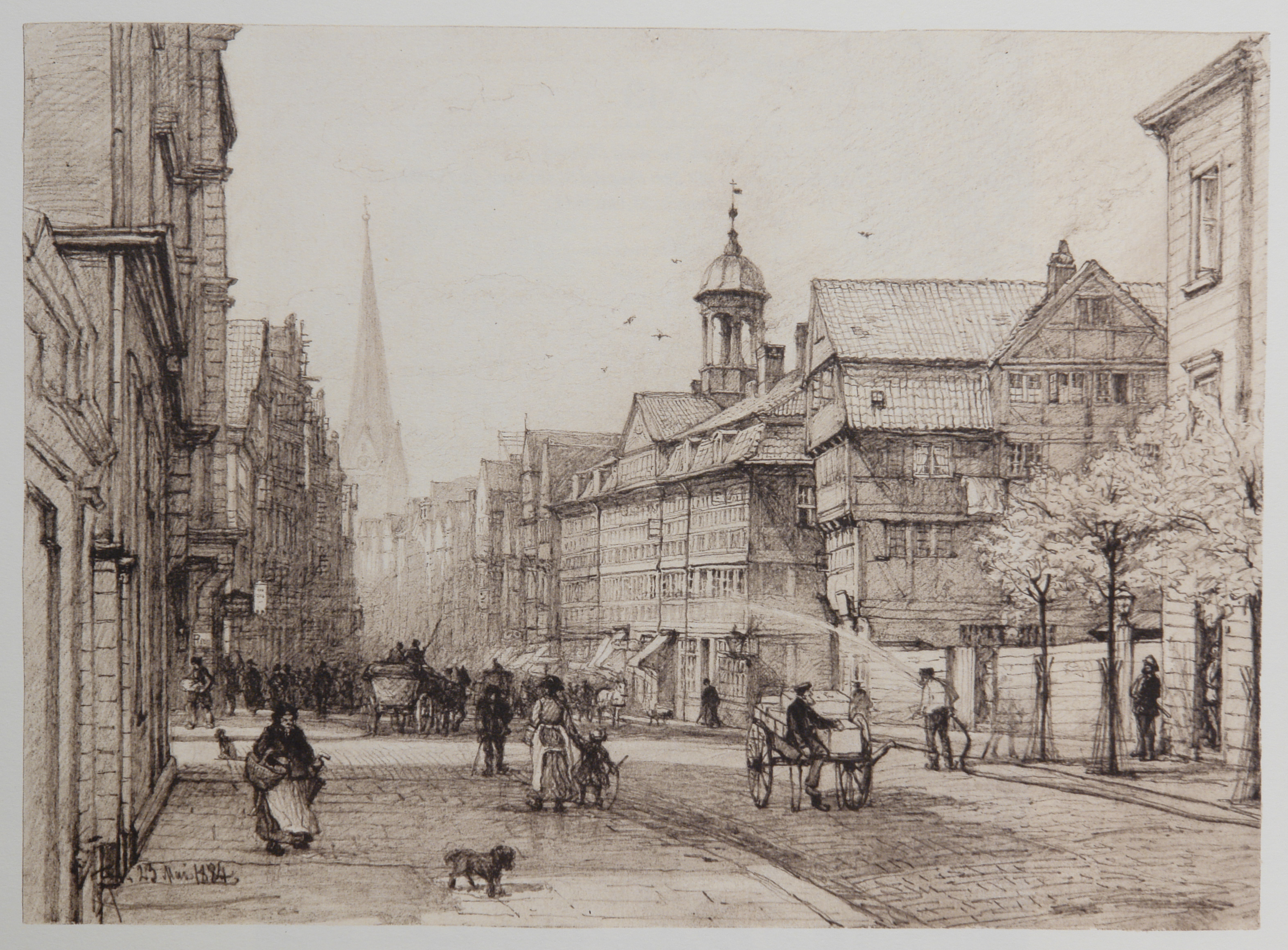
Spitalerstraße im Jahr 1884. Blickachse nach Westen zur Petrikirche; rechts mit dem Glockenturm das alte Hiobs-Hospital (vor dem Umzug nach Borgfelde). Zeichnung von Johann Theobald Riefesell.

Die Benennung der Spitalerstraße fußt darauf, dass zu früheren Zeiten in der Stadt zweimal wöchentlich Almosen in Form von Lebensmitteln zu Gunsten „der armen Seeken [Siechen]“ gesammelt und „up dem Stiege to St. Jürgen“ – dem 1220 erstmals erwähnten Hospital St. Georg – gebracht wurden. Dieser, von der Stadt durch den Wald nach dem „Spital“ führende Stieg erhielt davon den Namen „Spitaler Straße“, ebenso das später an deren Ausgang an der Stadtmauer erbaute „Spitaler Tor“. (siehe auch: Liste ehemaliger Stadttore in Hamburg)
Auf alten Stadtplänen um 1200 ist der Verlauf bis hinaus zum „Secken“ – bzw. „St. Georgs Hospital“ verfolgbar.
Mit der wachsenden Ausdehnung Hamburgs wurde um 1300 der zum Hospital führende „Stieg“ zu einer innerstädtischen Straße mit einem eigenen „Spitaler Tor“ in der Stadtmauer und auf einem Stadtplan von 1320 ist die Straße auch namentlich als Spitalerstrate benannt. Das am damaligen Ende der Spitalerstraße gelegene Hiobs-Hospital wird gelegentlich als Namensgeber vermutet, doch ist es erst 1509 errichtet worden, als die Benennung der Straße längst existierte.
Mit dem Bau der Hamburger Wallanlagen um 1620 wurde das Spitaler Tor geschlossen und in eine Bastion umgewandelt, die Spitalerstraße hatte damit keine direkte Fortführung mehr zum St.-Georgs-Hospital, sie endete bis etwa 1830 am Straßenzug Kurze Mühren/Lange Mühren und dem damaligen Schweinemarkt.
Die Häuser der dunklen Gasse überstanden den großen Brand von 1842 weitgehend unbeschadet. Erst die Folgen der Choleraepidemie von 1892 führten zu umfangreichen Sanierungsmaßnahmen, die zwischen 1906 und 1909 die Straße zu einer modernen und vornehmen Geschäftsstraße mit Kontorhäusern wie dem Barkhof, dem Südseehaus und den Semperhäusern umwandelten. Büros von Handelshäusern belegten die Obergeschosse, während die Erdgeschosse häufig als Verkaufsräume vermietet wurden. Die zentrale Lage und die Nähe zum Hauptbahnhof ließen die Spitalerstraße zu einer der attraktivsten Einkaufsstraßen Hamburgs werden, wobei allerdings zunehmend der wachsende Autoverkehr störte. Letzteres führte dazu, dass die Straße zum 7. September 1968 in eine Fußgängerzone umgewandelt wurde.
Zwischenzeitlich war um 1880 die Spitalerstraße im Osten bis zu den Straßen Glockengießerwall und Steintorwall fortgeführt worden.
Die bis etwa 1915 mit „Breite Straße“ benannte, 100 Meter lange Fläche zwischen der südöstlichen Ecke des Pferdemarktes und dem damaligen westlichen Ende der Spitalerstraße ist heute gemäß der postalischen Adresse der Spitalerstraße zugeordnet.

## Fotografien und Karte

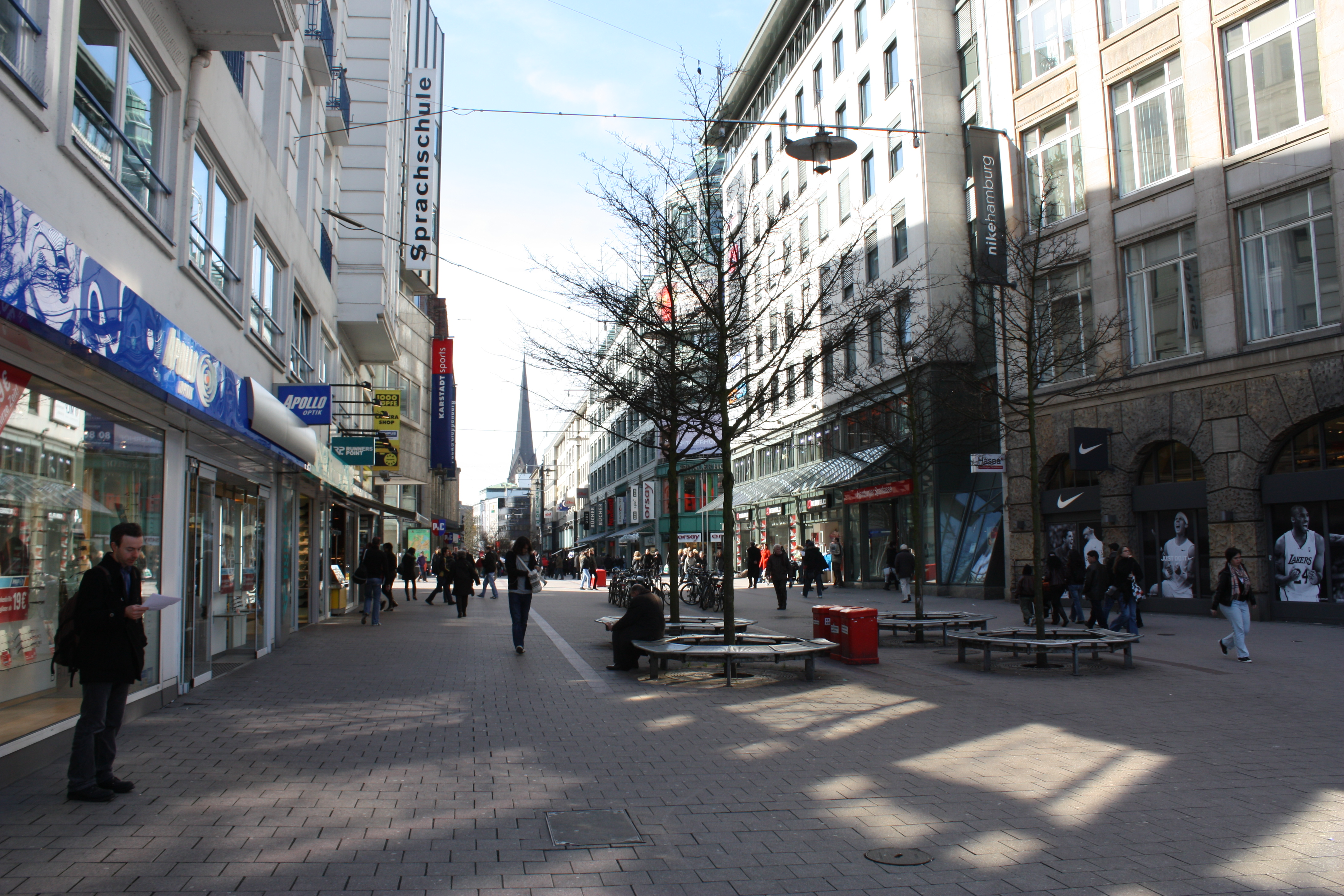
Spitalerstraße in Hamburg mit Petrikirche im Hintergrund
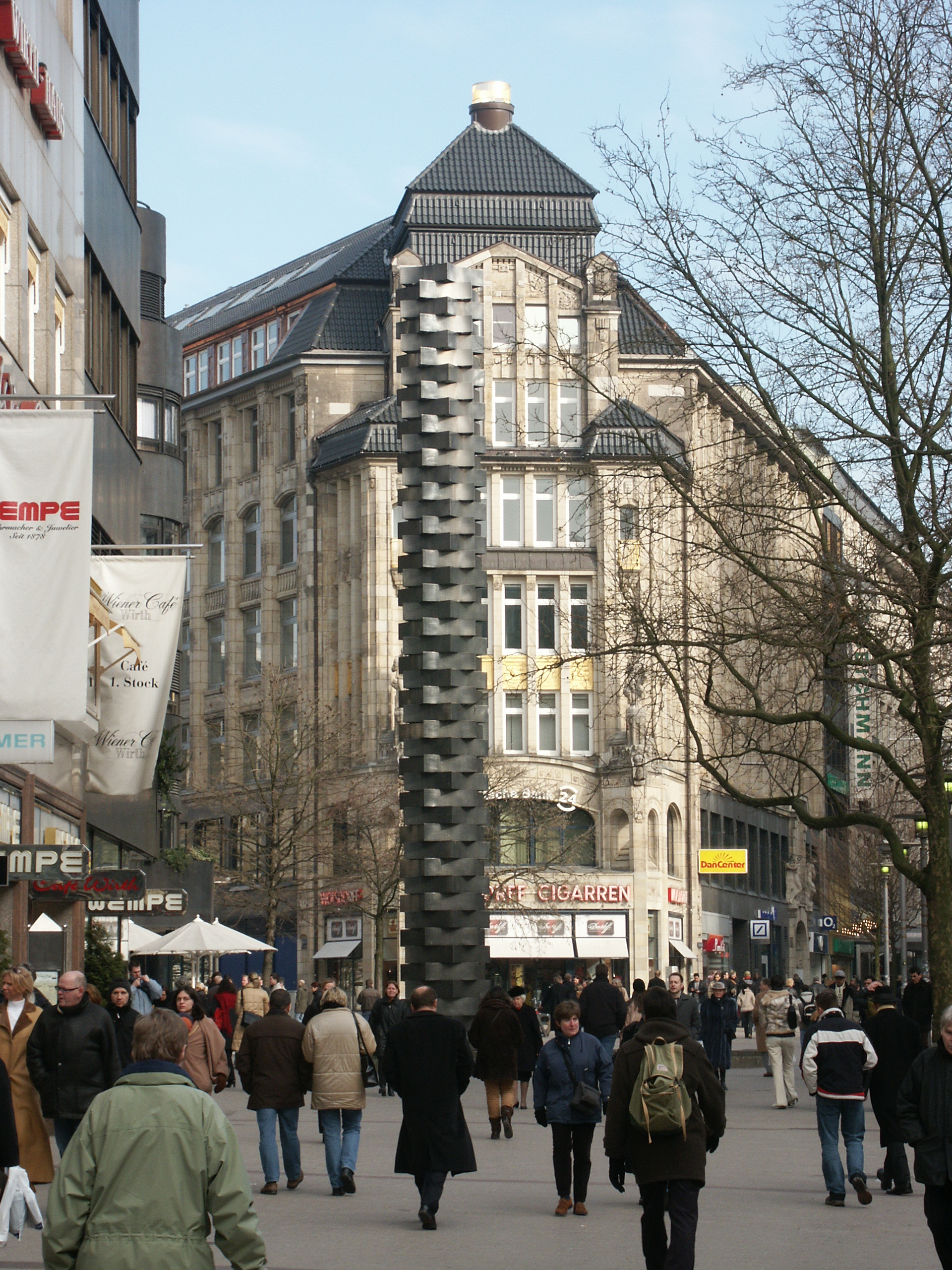
Aluminiumstele "Leuchtfinger" von Hermann Goepfert (1969 aufgestellt, nach 2003 entfernt)
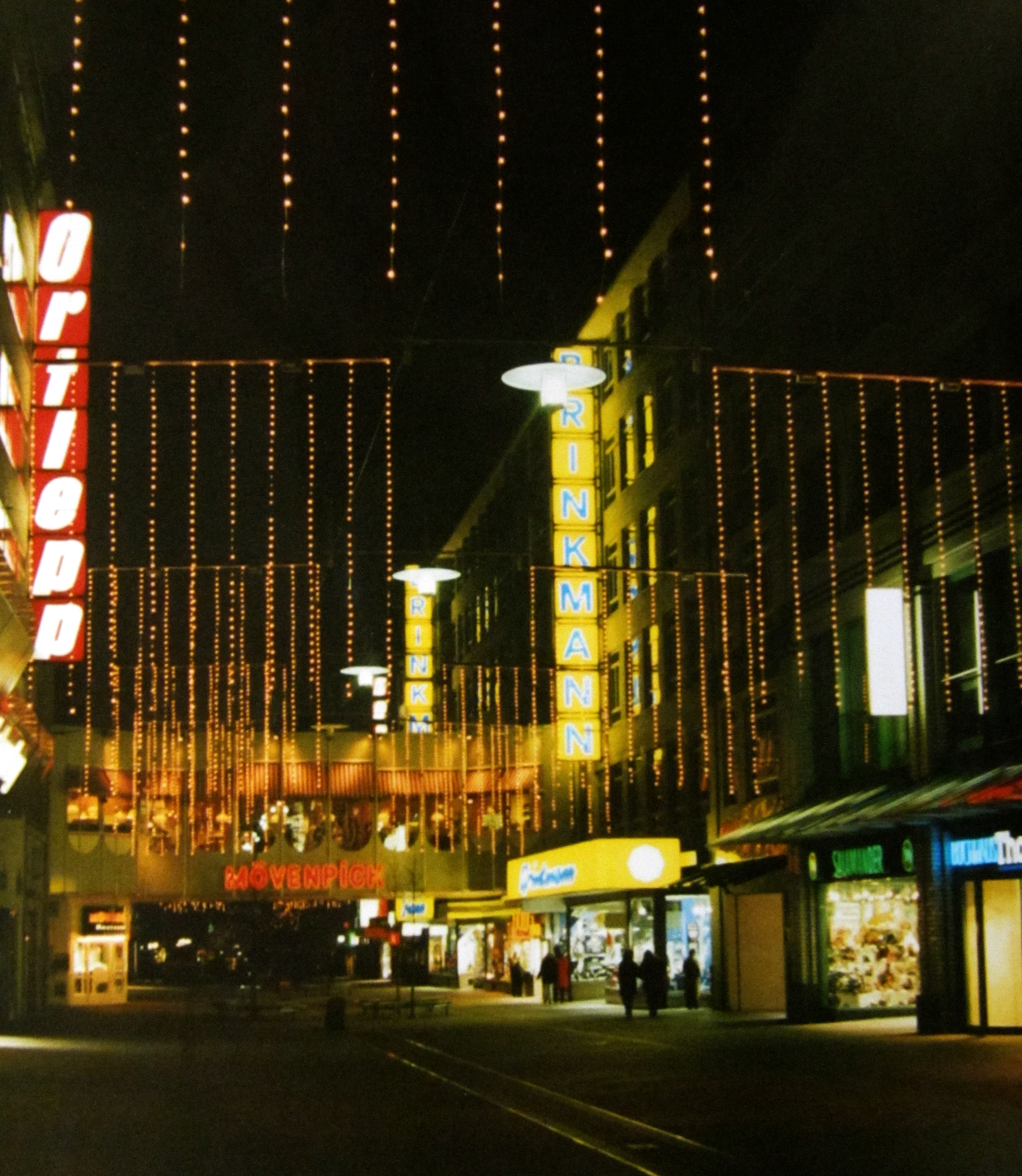
Haupteingang von Brinkmann in der Spitalerstraße und die 2001 abgerissene[8] Restaurantbrücke mit seit 1985 Mövenpick (vorher Café der Konditorei Otto Vernimb von 1860)[9] (November 1992)
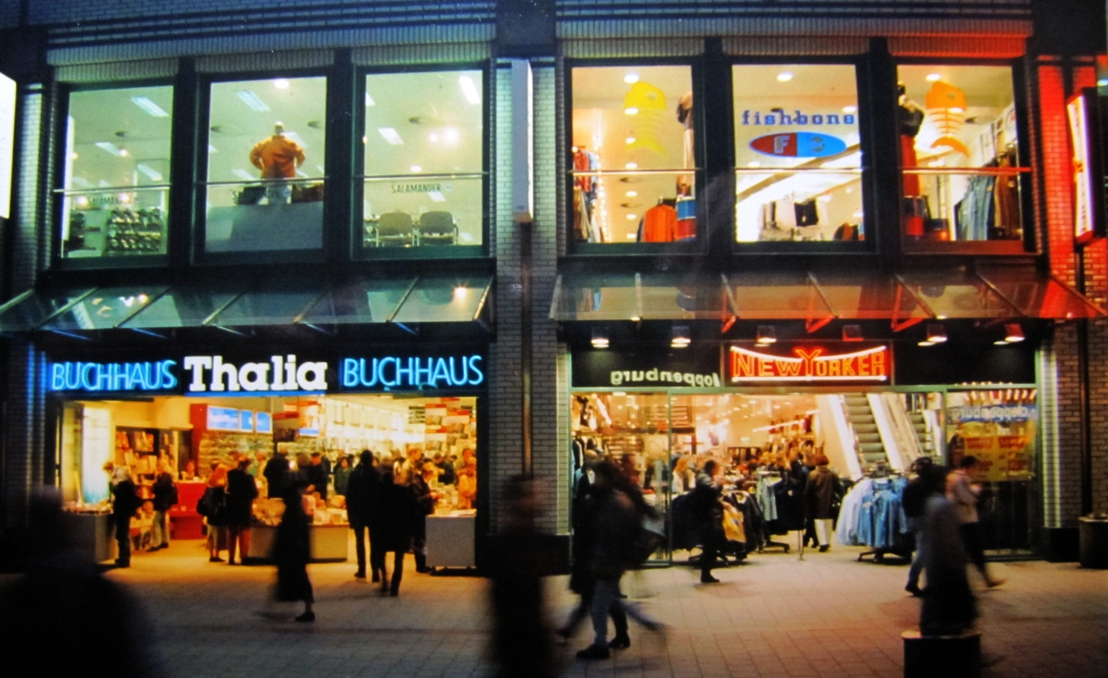
Geschäfte in der Spitalerstraße (Februar 1997)
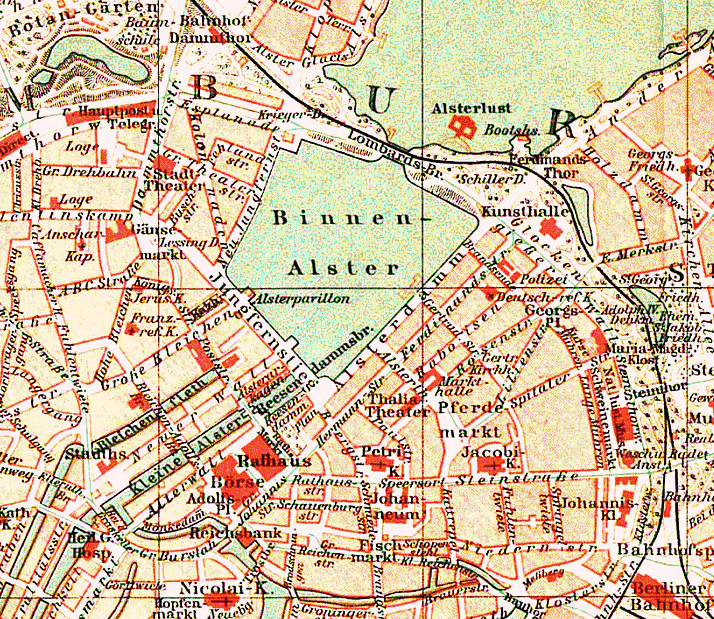
Plan der Innenstadt um 1890 mit Spitalerstraße (rechts unten) vor dem Bau des Hauptbahnhofs